# Avedis Badanian
Avedis Badanian Santurian (25 de agosto de 1940) es un periodista uruguayo.

## Carrera
Badanian ingresó a Canal 4 en 1965; fue periodista en el informativo Prensa TV y en El mundo de las noticias. Se destacó por su presencia durante años en Telenoche 4. Tuvo a su cargo la dirección de los informativos del Centro Montecarlo de Noticias entre 1987 y 1994, posteriormente gerenció proyectos especiales del canal. Entre 2009 y 2011 integró la Comisión Honoraria que programó el festejo del cincuentenario del canal.
Se lo considera uno de los gestores del debate televisivo del 14 de noviembre de 1980, que fuera decisivo en el resultado del plebiscito de ese año en plena dictadura militar.
Entre otras actividades, integra el Comité Nacional Armenio del Uruguay.
También ha integrado el jurado de los Premios Iris.

## Distinciones
- Premio CX en el rubro Televisión, Club de Empresas del Uruguay, mayo de 2018[3]